# Patricia Wilcox
Patricia ("Pat") Wilcox (ex-Crowther) é uma espeleóloga e exploradora estadunidense, particularmente ativa na década de 1960 e início dos anos 1970. Juntamente com o então marido, William Crowther, participou de muitas expedições para localizar a ligação entre os sistemas de cavernas de Mammoth e Flint Ridge. Pat desempenhou um papel crucial na expedição de 9 de setembro de 1972, que finalmente descobriu a conexão.
Depois de separar-se de Will Crowther no início dos anos 1970, ela casou-se novamente e passou a usar o sobrenome Wilcox.

## Obras
- The Grand Kentucky Junction: Memoirs. ISBN 0-939748-08-8 (um registro das expedições em Mammoth Cave).